# Jardins de Son Berga Nou
Els jardins de Son Berga Nou se situen a la ciutat de Palma i van ser construïts a la segona meitat del segle xviii. Es tracta d'una residència rural de tipus senyorial única en la seva tipologia, perquè es va construir de nova planta mentre que la resta d'actuacions arquitectòniques en residències senyorials rurals en aquesta mateixa època consisteixen en ampliacions però no en obres "ex novo". Fou declarat Bé d'Interès Cultural publicat en el BOE N. 41 el 16 de febrer de 2001.

## Descripció
El jardí de Son Berga suposa la introducció de l'estil italià a l'illa. La casa es converteix en el protagonista principal per la seva situació.
Es troben diverses parts: la part adjacent a les façanes sud-est i sud-oest, més domèstica; l'hort-jardí avança cap al sud-est amb tarongers i després amb vinya, un jardí d'estil barroc cap al sud-oest i a la part nord hi ha un extens jardí paisatgístic, al nord-est diverses terres de cultiu. La descripció formal gira al voltant a l'eix que surt de la loggia de la casa, orientada al sud-est i amb vista cap a la capital. A partir d'aquesta façana principal es disposa la terrassa, representativa del prototip de jardí barroc mallorquí.
A un segon nivell es troba un bancal amb tarongers, centrat per una glorieta de fusta d'estil italià. De la terrassa en surt un passeig amb rampa cap a l'oest. La glorieta forma part del gran passeig de Son Berga que uneix la vinya amb l'extrem nord-est del jardí. Tota la possessió es troba limitada per un mur de maçoneria ordinària que constitueix l'element configurador dels límits del jardí.
En conjunt, els jardins de Son Berga són bastant austers i, possiblement, només a la part sud-oest es va dissenyar un jardí d'estil italià que mai es va acabar, segurament per problemes de proveïment d'aigua, d'aquí ve que es matisi la tradició rural de l'illa amb una orientació cap als jardins de les viles italianes.